# Dimitriana Surdu
Dimitriana Surdu (née le 12 avril 1994 à Chișinău) est une athlète moldave spécialiste du lancer du poids. Elle est l'une des cinq sélectionnées en athlétisme pour représenter la Moldavie aux Jeux olympiques d'été de 2016.

## Biographie
Elle se classe 12e des championnats du monde 2019 à Doha avec 17,64 m.

## Palmarès
| Date | Compétition                       | Lieu         | Résultat | Épreuve | Marque  |
| ---- | --------------------------------- | ------------ | -------- | ------- | ------- |
| 2014 | Championnats des Balkans          | Pitești      | 3e       | Poids   | 14,30 m |
| 2014 | Championnats des Balkans          | Pitești      | 3e       | Disque  | 50,17 m |
| 2015 | Jeux européens                    | Bakou        | 2e       | Poids   | 14,34 m |
| 2016 | Championnats des Balkans          | Pitești      | 3e       | Poids   | 15,45 m |
| 2016 | Championnats des Balkans          | Pitești      | 3e       | Disque  | 52,63 m |
| 2017 | Championnats des Balkans          | Novi Pazar   | 1re      | Poids   | 17,86 m |
| 2018 | Championnats des Balkans en salle | Istanbul     | 2e       | Poids   | 17,56 m |
| 2018 | Championnats du monde en salle    | Birmingham   | 14e      | Poids   | 17,22 m |
| 2018 | Coupe d'Europe des lancers        | Leiria       | 3e       | Poids   | 18,45 m |
| 2018 | Championnats des Balkans          | Stara Zagora | 2e       | Poids   | 17,36 m |
| 2019 | Championnats des Balkans en salle | Istanbul     | 2e       | Poids   | 18,52 m |
| 2019 | Universiade                       | Naples       | 5e       | Poids   | 17,25 m |
| 2019 | Championnats d'Europe par équipes | Skopje       | 1re      | Poids   | 16,86 m |
| 2019 | Championnats d'Europe par équipes | Skopje       | 3e       | Disque  | 50,77 m |
| 2019 | Championnats du monde             | Doha         | 12e      | Poids   | 17,64 m |
| 2022 | Championnats du monde en salle    | Belgrade     | 10e      | Poids   | 18,07 m |
| 2022 | Championnats d'Europe             | Munich       | 11e      | Poids   | 16,98 m |

## Records
| Épreuve          | Marque  | Lieu     | Date        |
| ---------------- | ------- | -------- | ----------- |
| Lancer du poids  | 18,83 m | Tiraspol | 28 mai 2017 |
| Lancer du disque | 53,61 m | Chișinău | 30 mai 2015 |